# Liste der denkmalgeschützten Objekte in Fontanella
Die Liste der denkmalgeschützten Objekte in Fontanella enthält die 5 denkmalgeschützten, unbeweglichen Objekte der österreichischen Gemeinde Fontanella im Bezirk Bludenz.

## Denkmäler
| Foto |                 | Denkmal                                                                       | Standort                             | Beschreibung | Metadaten |
| ---- | --------------- | ----------------------------------------------------------------------------- | ------------------------------------ | --- | --- |
| ja   | Datei hochladen | Flur-/Wegkapelle, hl. Anna HERIS-ID: 74435 Objekt-ID: 87837                   | Faschina Standort KG: Fontanella     | Um 1700 als Stiftung von Josef Hartmann (später Bürgermeister von Wien) erbaut, 1951/52 restauriert, Rechteckbau mit Rundapsis unter Satteldach und Glockendachreiter im Osten | BDA-Hist.: Q38134704 Status: § 2a Stand der BDA-Liste: 2025-06-30 Name: Flur-/Wegkapelle, hl. Anna GstNr.: .247 Kapelle Hl. Anna (Fontanella)                                         |
| ja   | Datei hochladen | Kath. Pfarrkirche hl. Sebastian mit Friedhof HERIS-ID: 74436 Objekt-ID: 87838 | Kirchberg Standort KG: Fontanella    | Barocke 1847 vergrößerte Kirche mit Rundchor unter gemeinsamem Satteldach und Nordturm, 1664–73 anstelle einer Kapelle als Stiftung des Damülser Pfarrers Ulrich Hartmann erbaut, 1674 eigene Pfarre unter Pfarrer Hartmann, 1871 Innenrestaurierung, 1967 Restaurierung, 1980 Renovierung, 1982 Anbau einer Totenkapelle im Nordosten | BDA-Hist.: Q21979764 Status: § 2a Stand der BDA-Liste: 2025-06-30 Name: Kath. Pfarrkirche hl. Sebastian mit Friedhof GstNr.: .154, 630/1, 630/2 Pfarrkirche hl. Sebastian, Fontanella |
| ja   | Datei hochladen | Wohnhaus, Landammannhaus HERIS-ID: 74438 Objekt-ID: 87840                     | Kirchberg 2 Standort KG: Fontanella  | Ehemaliges Landammannhaus des Obergerichtes Damüls aus dem 16. Jahrhundert, eingeschoßiger Blockbau mit Giebelgeschoß | BDA-Hist.: Q38134728 Status: Bescheid Stand der BDA-Liste: 2025-06-30 Name: Wohnhaus, Landammannhaus GstNr.: .159                                                                     |
| ja   | Datei hochladen | Bauernhaus HERIS-ID: 74440 Objekt-ID: 87842seit 2012                          | Kirchberg 12 Standort KG: Fontanella | Paarhof, zweigeschoßiges Wohnhaus in Kopfstrickbauweise, im Giebel bezeichnet 1731 | BDA-Hist.: Q38134737 Status: Bescheid Stand der BDA-Liste: 2025-06-30 Name: Bauernhaus GstNr.: .180 Farmhouse Kirchberg 12, Fontanella                                                |
| ja   | Datei hochladen | Pfarrhof HERIS-ID: 74437 Objekt-ID: 87839                                     | Kirchberg 29 Standort KG: Fontanella | Eingeschoßiger Blockbau über Mauersockel mit Giebelgeschoß, wohl 2. Hälfte des 17. Jahrhunderts | BDA-Hist.: Q38134718 Status: § 2a Stand der BDA-Liste: 2025-06-30 Name: Pfarrhof GstNr.: .158                                                                                         |